# ماكولاي كريستانوس
ماكولاي كريستانوس (بالإنجليزية: Macauley Chrisantus)‏ (20 أغسطس 1990 بأبوجا في نيجيريا - ) هو لاعب كرة قدم نيجيري في مركز الهجوم . شارك مع منتخب نيجيريا تحت 20 سنة لكرة القدم ومنتخب نيجيريا لكرة القدم. أما مع النوادي، فقد لعب مع أيك أثينا وإف إس في فرانكفورت وسيفاسبور ونادي كارلسروه ونادي لاس بالماس ونادي هامبورغ و نادي حطين السعوديأتلاتيك أنوسيس قسطنطينبولس ‏ ونادي هامبورغ 2 ‏.

## وصلات خارجية
- ماكولاي كريستانوس على موقع الاتحاد الدولي (مؤرشف)  (الإنجليزية)
- ماكولاي كريستانوس على موقع اتحاد تركيا (لاعب) (الإنجليزية)
- ماكولاي كريستانوس على موقع قاعدة بيانات كرة القدم.إي يو (الإنجليزية)
- ماكولاي كريستانوس على موقع بيانات كرة القدم. دي إي (الألمانية)
- ماكولاي كريستانوس على موقع Soccerway.com (الإنجليزية)
- ماكولاي كريستانوس على موقع عالم كرة القدم.نت (الإنجليزية)
- ماكولاي كريستانوس على موقع AS.com (الإسبانية)